# Polyardis dissecta
Polyardis dissecta är en tvåvingeart som beskrevs av Fedotova 2004. Polyardis dissecta ingår i släktet Polyardis och familjen gallmyggor. Inga underarter finns listade i Catalogue of Life.